# 圆蝾螺
圆蝾螺（学名：Turbo setosus），是原始腹足目蝾螺科蝾螺属的一种。主要分布于印度尼西亚、台湾，常栖息在浅海及潮间带岩礁。